# Valerius
Valerius ist ein römischer Familienname oder das Cognomen sowie das Agnomen.

## Namensträger

### Römische Zeit
Praenomen
- Valerius Antias (1. Jahrhundert v. Chr.), römischer Geschichtsschreiber (Annalist)
- Valerius Lupercus, römischer Offizier (Kaiserzeit)
- Valerius Citus, römischer Centurio
- Valerius Paetus, römischer Offizier (Kaiserzeit)
- Valerius Timotheus, römischer Offizier (Kaiserzeit)
- Valerius Valerianus, römischer Offizier (Kaiserzeit)
- Valerius Sempronianus, römischer Soldat (Kaiserzeit)
- Valerius Victor, römischer Offizier (Kaiserzeit)
- Valerius (Konsul 432), römischer Konsul und magister officiorum, Bruder der Kaiserin Aelia Eudocia
- Valerius Maximus (1. Jahrhundert), römischer Schriftsteller

Nomen gentile
→ siehe auch Valerier
- Gaius Valerius (Toreut), antiker römischer Ziseleur beziehungsweise Toreut
- Gaius Valerius Celsus, römischer Offizier (Kaiserzeit)
- Gaius Valerius Eros, antiker römischer Toreut
- Gaius Valerius Glitianus, römischer Offizier (Kaiserzeit)
- Gaius Valerius Longinus, römischer Offizier (Kaiserzeit)
- Gaius Valerius Proculus, römischer Soldat
- Gaius Valerius Titus, römischer Centurio
- Gaius Valerius Zephyrus, antiker römischer Ziseleur beziehungsweise Toreut
- Iunius Valerius Bellicius, römischer Offizier (Kaiserzeit), Praefectus urbi 421–423
- Lucius Valerius (Toreut), antiker römischer Toreut
- Lucius Valerius Catullus Messalinus, römischer Senator und Konsul
- Lucius Valerius Firmus, römischer Offizier (Kaiserzeit)
- Lucius Valerius Optatus, römischer Offizier (Kaiserzeit)
- Lucius Valerius Priscus, römischer Offizier (Kaiserzeit)
- Lucius Valerius Proclus, römischer Centurio (Kaiserzeit)
- Lucius Valerius Valerianus, Angehöriger des römischen Ritterstandes (Kaiserzeit)
- Marcus Valerius Chalcidicus, römischer Offizier (Kaiserzeit)
- Marcus Valerius Fulvianus, römischer Offizier (Kaiserzeit)
- Marcus Valerius Homullus, römischer Suffektkonsul 152
- Marcus Valerius Lollianus, römischer Offizier (Kaiserzeit)
- Marcus Valerius Maximianus, römischer Offizier, Senator und Konsul
- Marcus Valerius Propinquus Grattius Cerealis, römischer Offizier (Kaiserzeit)
- Marcus Valerius Senecio, römischer Suffektkonsul unter Caracalla
- Marcus Valerius Speratus, römischer Offizier (Kaiserzeit)
- Publius Valerius Marinus, römischer Suffektkonsul 91
- Publius Valerius Patruinus, römischer Suffektkonsul 82
- Publius Valerius Priscus, römischer Offizier (Kaiserzeit)
- Quintus Valerius Vegetus (Konsul 91), Konsul 91
- Quintus Valerius Vegetus (Konsul 112), Suffektkonsul 112

Weitere
- Lucius Mummius Niger Quintus Valerius Vegetus, Suffektkonsul 112
- Tiberius Claudius Valerius, römischer Offizier (Kaiserzeit)
- Titus Valerius Caratinus, römischer Centurio

### Bischöfe der Antike
- Valerius von Hippo, Bischof in der römischen  Provinz Numidien (Numidia) im 4. Jahrhundert
- Valerius von Saragossa, Bischof von Saragossa (Colonia Caesaraugusta) im 4. Jahrhundert
- Valerius von Trier, zweiter Bischof von Trier (Augusta Treverorum) im 3. bis 4. Jahrhundert
- Valerius (Märtyrer), zweiter Bischof von Lucca und Heiliger

### Nachname
- Adrianus Valerius (Komponist), siehe Adriaen Valéry
- Augustus Valerius (1531–1606), Theologe und Diplomat im Dienste Venedigs
- Bertha Valerius (1824–1895), schwedische Fotografin und Malerin
- Brian Valerius (* 1974), deutscher Rechtswissenschaftler
- Cornelius Valerius (Kornelis Wouters; 1512–1578), Professor in Löwen